# Volkswagen Slovakia
Volkswagen Slovakia a.s. er en slovakisk bilproducent med hovedkvarter i Bratislava. Virksomheden har siden 1991 været et datterselskab til Volkswagen Group.
1. juli 1971 blev virksomheden Bratislavské Automobilové Závody (BAZ) etableret som en bilfabrik der fremstillede Škoda Auto-modeller.
I Maj 1991 købte Volkswagen Group 80 % af aktierne i BAZ og ændrede navnet til Volkswagen Slovakia.
På bilfabrikken i Bratislava produceres forskellige Audi-, Porsche-, Volkswagen-, Seat- og Skoda-modeller.
 Der er også fabrikker i: Martin (komponenter), Košice (Rusland) og Stupava (værktøj).